# Kayenta
Kayenta es un lugar designado por el censo ubicado en el condado de Navajo en el estado estadounidense de Arizona. Es la ciudad más poblada de la reserva Navajo Nation, la mayor reserva india de Estados Unidos. En el Censo de 2010 tenía una población de 5189 habitantes y una densidad poblacional de 151,38 personas por km².

## Geografía
Kayenta se encuentra ubicado en las coordenadas 36°43′2″N 110°15′38″O / 36.71722, -110.26056. Según la Oficina del Censo de los Estados Unidos, Kayenta tiene una superficie total de 34.28 km², de la cual 34.12 km² corresponden a tierra firme y (0.48%) 0.16 km² es agua.

## Demografía
Según el censo de 2010, había 5.189 personas residiendo en Kayenta. La densidad de población era de 151,38 hab./km². De los 5.189 habitantes, Kayenta estaba compuesto por el 4.57% blancos, el 0.25% eran afroamericanos, el 92.27% eran amerindios, el 0.08% eran asiáticos, el 0.02% eran isleños del Pacífico, el 0.31% eran de otras razas y el 2.51% pertenecían a dos o más razas. Del total de la población el 1.97% eran hispanos o latinos de cualquier raza.